# De l'amour le mieux
De l'amour le mieux är ett studioalbum av den kanadensiska sångaren Natasha St-Pier. Det gavs ut den 19 mars 2002 och innehåller 14 låtar.

## Låtlista
| Nr  | Titel                             | Längd |
| --- | --------------------------------- | ----- |
| 1.  | Tu trouveras                      | 4:58  |
| 2.  | Nos rendez-vous                   | 3:04  |
| 3.  | Grandir c'est dire je t'aime      | 3:32  |
| 4.  | Tous les au-revoir se ressemblent | 3:43  |
| 5.  | Alors on se raccroche             | 4:06  |
| 6.  | Les chansons ne servent à rien    | 3:30  |
| 7.  | De l'amour le mieux               | 4:13  |
| 8.  | Pourquoi tant de larmes           | 3:58  |
| 9.  | Toi qui manques à ma vie          | 3:20  |
| 10. | On peut tout essayer              | 3:52  |
| 11. | Les diamants sont solitaires      | 4:27  |
| 12. | Qu'est ce qui nous empêche        | 4:03  |
| 13. | L'amour emporte tout              | 4:13  |
| 14. | Là-bas                            | 5:08  |

## Listplaceringar
| Lista               | Topplacering |
| ------------------- | ------------ |
| Belgien (Vallonien) | 3            |
| Frankrike           | 3            |
| Schweiz             | 12           |